# Dövény
Dövény je obec v župě Borsod-Abaúj-Zemplén v okresu Putnok. Žije zde 264 obyvatel, z nich se 87 % hlásí k maďarské národnosti a 13 % k romské. Rozloha obce činí 11,65 km². Obec se nachází blízko slovenských hranic.